# Paradocus griseovittatus
Paradocus griseovittatus är en skalbaggsart som först beskrevs av Stefan von Breuning 1940.  Paradocus griseovittatus ingår i släktet Paradocus och familjen långhorningar. Inga underarter finns listade i Catalogue of Life.